# Hiallides minutus
Hiallides minutus är en kräftdjursart som beskrevs av Richardson1909. Hiallides minutus ingår i släktet Hiallides och familjen Eubelidae. Inga underarter finns listade i Catalogue of Life.